# Conseil de déontologie journalistique
Pour l'organisme français, voir Conseil de déontologie journalistique et de médiation.
Pour un article plus général, voir Conseil de presse.
Pour les articles homonymes, voir CDJ.
 (juin 2018).
Si vous disposez d'ouvrages ou d'articles de référence ou si vous connaissez des sites web de qualité traitant du thème abordé ici, merci de compléter l'article en donnant les références utiles à sa vérifiabilité et en les liant à la section « Notes et références ».
Le Conseil de déontologie journalistique (CDJ), créé en 2009, est un organe d’autorégulation des médias francophones et germanophones de Belgique. Il est composé de représentants des éditeurs, des journalistes, des rédacteurs en chef et de la société civile. Il exerce trois fonctions : l’information, la médiation et la régulation.
Le principe de l'autorégulation veut que la déontologie soit dite par les pairs, et non par une instance extérieure. Le mérite de cette pratique est qu'elle responsabilise les acteurs, et évite qu'un pouvoir extérieur - politique ou judiciaire - ne vienne, sous couvert de sanctionner une mauvaise pratique, mettre en péril la liberté de la presse et l'autonomie des médias. Le Conseil de Déontologie Journalistique n'a pas de pouvoir de sanction comparable à celui des tribunaux ou même des ordres professionnels, sa sanction agit selon le principe du "Name - Shame". Or pour un secteur très jaloux de son honneur professionnel, être désigné comme ayant manqué à la déontologie constitue une sanction efficace, et il est permis de penser que les décisions du CDJ sont redoutées par les journalistes incriminés.[Interprétation personnelle ?]
Mais le CDJ travaille aussi à codifier la déontologie, la faire évoluer avec des pratiques et techniques sans cesse nouvelles. C'est ainsi un organe de réflexion qui regroupe les acteurs importants et les plus grands spécialistes de la presse belge francophone.

## Historique
Un premier conseil de déontologie a fonctionné au sein même de l'AGJPB, l'Association des journalistes professionnels de Belgique, mais il ne bénéficiait pas de cadre légal, et n'associait pas tous les partenaires du secteur.
L'élaboration du CDJ a pris une dizaine d'années, sous l'impulsion principalement de l'AJP (aile francophone de l'AGJPB) et des JFB (journaux francophones belges, fédération des éditeurs de presse quotidienne), rejoints ensuite par le secteur audiovisuel public et privé. Ils ont élaboré ensemble le concept et les règles d'un CDJ paritaire, associant journalistes et employeurs.
Entre-temps, le secteur de la presse néerlandophone a lancé son propre conseil, le Raad voor de Journalistiek (nl).
Le 13 décembre 2006, la RTBF diffuse l'émission Bye Bye Belgium, énorme canular journalistique qui fait croire à la population francophone de Belgique que la Flandre a déclaré son indépendance. L'émoi dans la population est gigantesque, certains louant l'audace de la télévision de service public, d'autres y voyant au contraire une faute déontologique. Le monde politique est pour l'essentiel très irrité par l'émission, et souhaite une possibilité de recours contre pareille mystification. Plutôt que choisir une approche répressive, il va décider de soutenir la mise en place de l'organe d'autorégulation souhaité par le secteur. Luc Heyneman, alors chef de cabinet adjoint de la Ministre de l'audiovisuel Fadila Laanan, qui s'était déjà engagé dans la loi sur le secret des sources journalistiques du Sénateur socialiste Philippe Mahoux, prend le dossier à bras le corps. La Ministre Fadila Laanan va donc faire voter un décret de la Communauté française de Belgique qui va donner un cadre légal à une instance d'autorégulation journalistique paritaire. Elle ira plus loin en garantissant un subside de 80 000 € permettant à l'AJP de contribuer pour moitié au financement de l'instance à créer.
En 2009 est ainsi fondée l'asbl AADJ, Association pour l'Autorégulation de la Déontologie Journalistique, qui regroupe les éditeurs et les journalistes et est financée à parts égales par les deux parties. Celle-ci crée alors le Conseil de déontologie Journalistique.

## Composition
Composition en 2016
- Secrétaire générale du CDJ : Muriel Hanot

- Président du CDJ : Marc de Haan (représentant les éditeurs)
- Vice-Président du CDJ : Jean-Jacques Jespers (représentant la "société civile")

- Président de l'AADJ : Marc Chamut (représentant les journalistes)
- Vice-Président de l'AADJ: Marc de Haan (représentant les éditeurs)